# Бисер Цолов
Бисер Цолов е български професор, учен, журналист, треньор и спортен деятел.

## Биография
Роден е на 27 май 1964 г. в София. През 1989 г. завършва НСА „Васил Левски“ специалностите „Треньор и Учител“ и „Спортна журналистика“. През 1994 г. получава научната степен доктор, а през 2007 г. – доктор на педагогическите науки. От 1994 до 1996 г. е журналист във вестник „Спорт“. От 1996 г. е преподавател в НСА, катедра „Мениджмънт и история на спорта“. В периода 1998 – 1999 г. специализира в УНСС професионална квалификация „Управление на ВИД на фирмата“. През 2003 г. получава научното звание доцент, а през 2011 г. – професор. В няколко периода е анализатор в ПФК ЦСКА (София) – март 2007 – юни 2008 г.; март 2012 – януари 2013 г.; юли 2013 – март 2015 г. В първия период заедно със старши треньора Стойчо Младенов за първи път в българския футбол въвеждат официално длъжността анализатор, като тимът на ЦСКА печели една от най-убедителните титли в своята история. От септември 2021 г. до януари 2024 г. е главен методист в ЦСКА 1948.
Автор е на множество книги и публикации в областта на футбола, на спортната методика и анализ, и на Спортния мениджмънт. Ръководител е на програмните съвети по спортен мениджмънт в ОКС „Бакалавър“ и „Магистър“ в НСА „В. Левски“. Автор е на уникална компютъризирана методика за спортно-техническо разузнаване във футбола. Бил е член на маркетинговата комисия на БОК. Ръководител е на катедра „Мениджмънт и история на спорта“ и на Центъра за следдипломна квалификация в НСА. Научен ръководител е на Димитър Бербатов по време на следването му в Академията в специалността „Спортен мениджмънт“. Бил е член е на Обществения съвет по физическо възпитание и спорт към Президента на България.